# 白砂崙萬福宮
白砂崙萬福宮位於臺灣高雄市茄萣區，是主祀五府千歲的廟宇，為茄萣四大公廟之一:150。該廟不定期舉行的王醮大典於2021年6月8日公告為高雄市的「民俗」類文化資產。
1964年落成的萬福宮建築，在1987年年底到1988年年初的這段期間拆除後:158、159，中華民國國立自然科學博物館在1988年10月將部分建築雕刻構件買下，於人類文化廳二樓的「漢人的心靈生活」展示區中展示:160。另外舊廟的石獅被安置到白砂崙福德祠廟口:160。

## 沿革
萬福宮最早建廟年代不明，廟中現存最早的文物為光緒三年（1877年）的「澤被海濱」匾，故可知在此之前已有萬福宮:151。《茄萣鄉志》（1994年）等書籍寫萬福宮創建於清乾隆六十年（1795年），廟方立於民國五十三年（1964年）的〈重建萬福宮碑記〉則寫說「本廟遠在光緒三年元月由地方諸先哲發起擇址籌建」:191。另外據大正四年（1915年）的臺南廳寺廟調查，萬福宮是光緒二年（1876年）由庄民喜捨建立，勸請南鯤鯓廟神明而來。而文史工作者莊松林（朱鋒）曾根據廟中匾額、捐籤等文物，推斷萬福宮創建於光緒三年，而後之所以在光緒七年（1881年）就「新建」，他認為是因為原本的廟宇遭地震震倒的關係。而關於主神五府千歲的來歷也有數種說法，如南鯤鯓代天府王爺南巡說、南鯤鯓代天府分靈說、並非來自南鯤鯓說等等:152-155。
而關於最初的廟址，有說法認為是先民先在海邊搭建簡陋草寮或網寮來供奉，再移到現今位置（或說是逐漸移到現址）；也有說法是一開始即在現今廟址搭建草寮供奉:156。而萬福宮現今廟址，據說原是李姓家族的地，當初擇址則有四媽婆仔看廟地，或是老三王公、元帥爺看廟地的傳說:156。
光緒七年（1881年）季夏，萬福宮「新建」，捐籤上由董事李思聰代表留名:156。而後在光緒十九年（1893年）重修，捐籤上由林昨代表留名:157。日治時期大正五年（1916年），在謝西經、陳作揖、蘇海永、林聰里等人倡議下，白砂崙、三鯤身（臺南漁光島）、市仔寮（今高雄永安新港里）等地信眾響應，此次重修捐籤由白砂崙「順記」號留名:157。

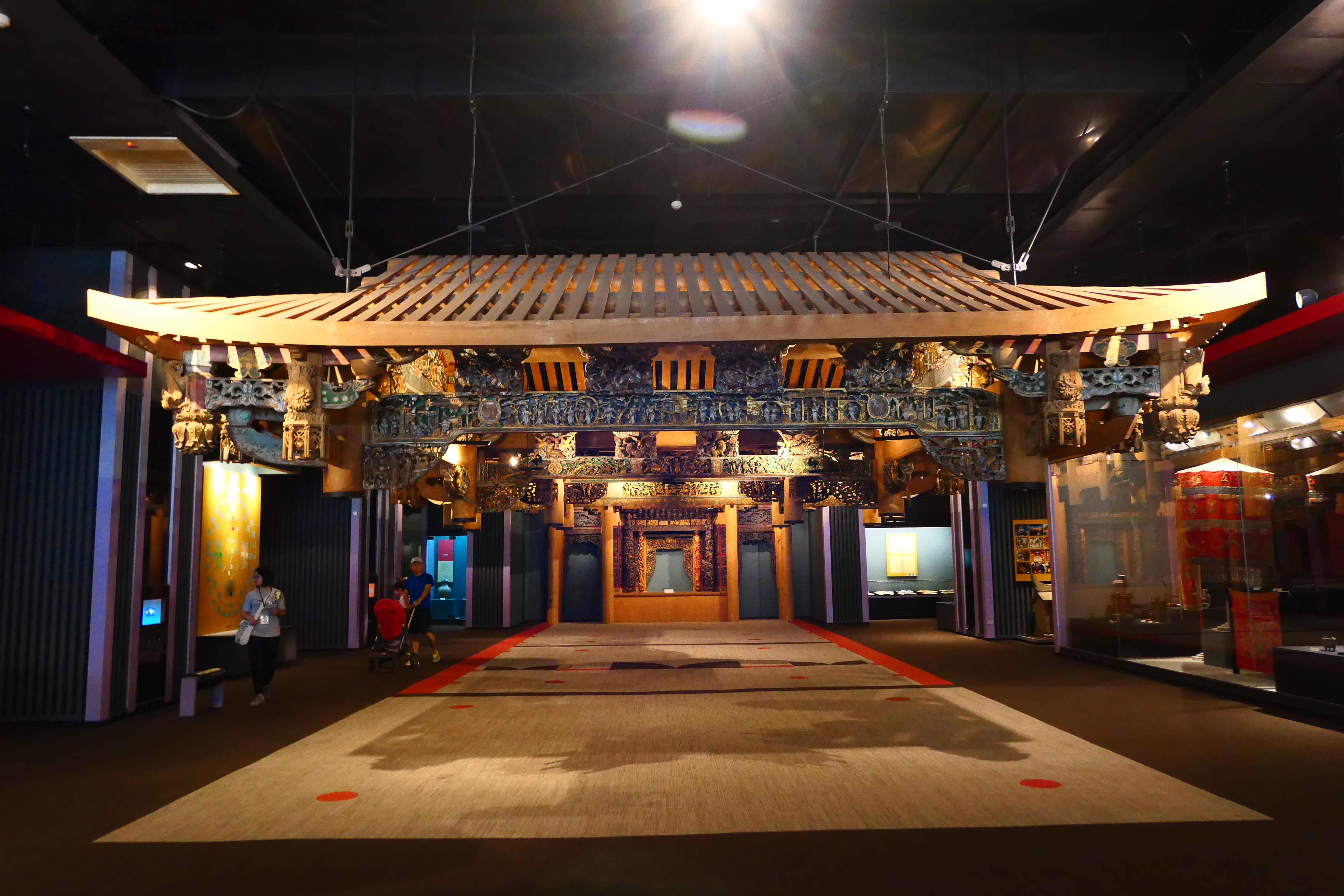
國立自然科學博物館所展示的白砂崙萬福宮舊廟構件

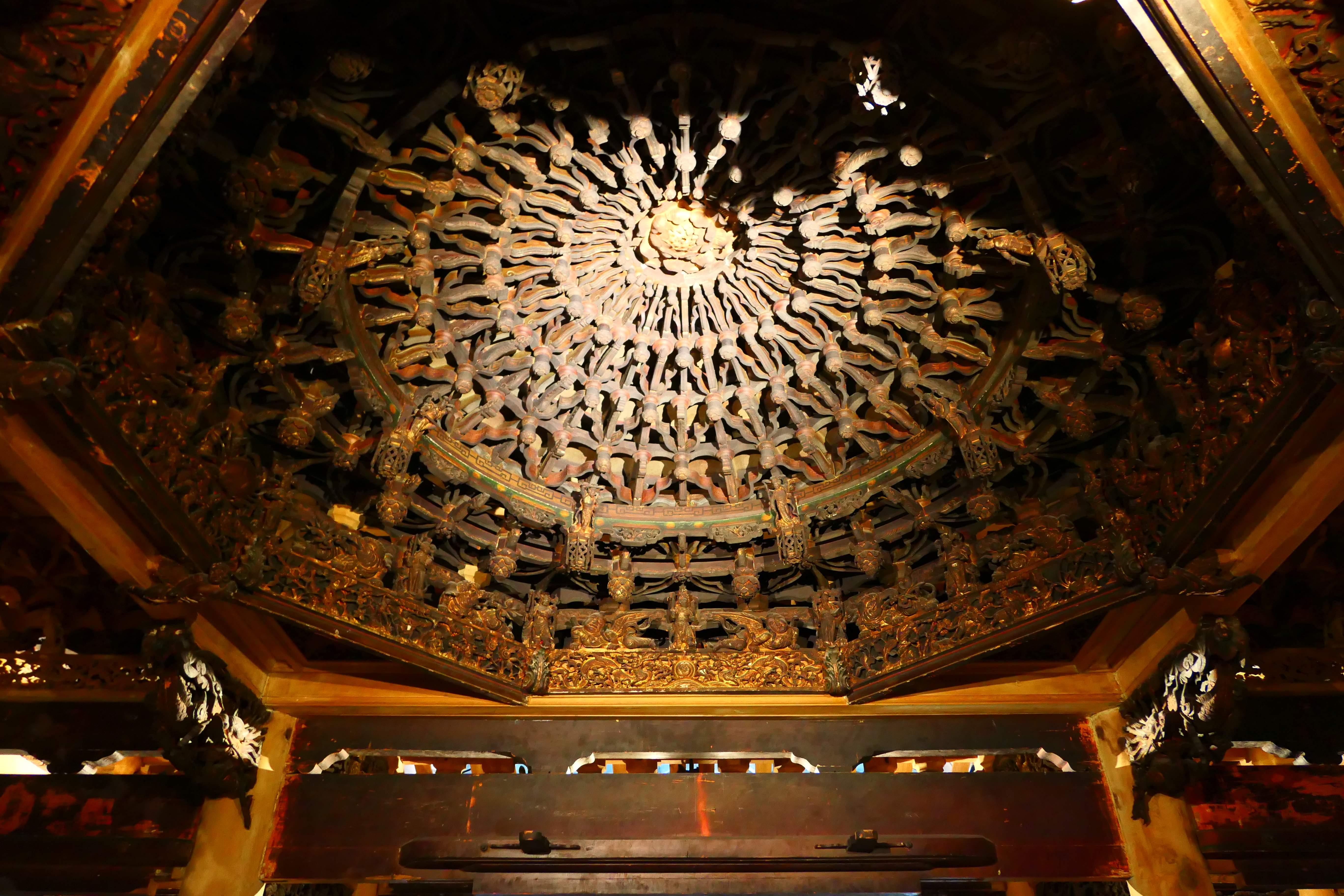
舊廟藻井

二次大戰後，民國37年（1948年）因廟宇建築老舊，萬福宮董事們倡議重修，捐籤上有白砂崙何宜築、郭榮波、陳印等人留名:157。民國51年（1962年）因為建築年久失修，廟方決定拆除重建，之後於民國53年（1964年）落成:157、158。民國64年（1975年）5月14日，萬福宮正式成立管理委員會:165。後來到了民國74年（1985年）乙丑科建醮後，據說王爺公屢降神蹟，最後指示要重建廟宇:157、158。萬福宮委員會慎重其事，於民國76年（1987年）請示上蒼，得到允准後召開信徒大會並通過重建案:158。同年成立重建委員會，並在年底進行拆除工程，次年（1988年）開始新廟建築工程，最後在民國81年（1992年）12月13日舉行謝土慶成、入廟安座:158。

## 祀神

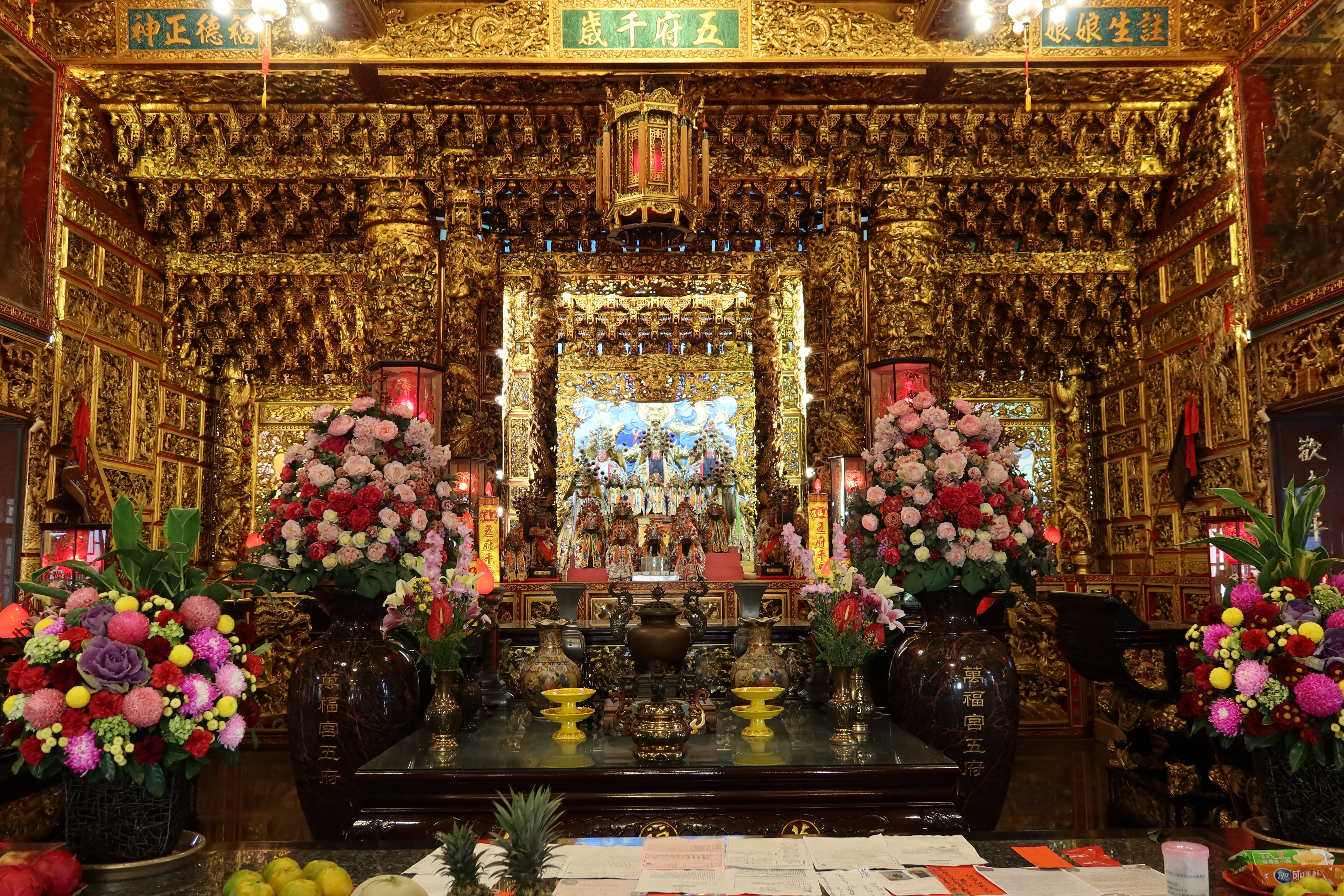
白砂崙萬福宮內部

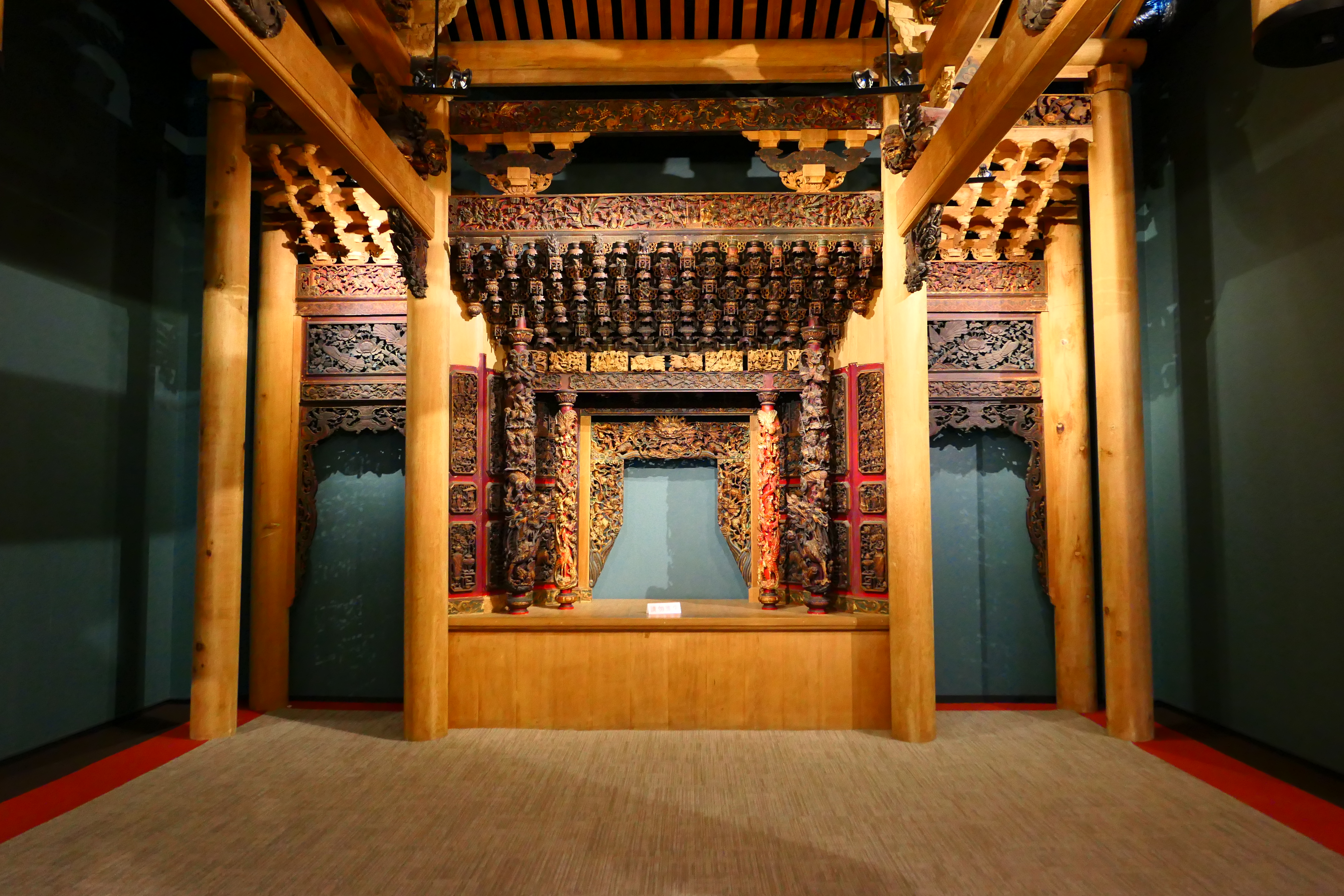
舊廟正殿神龕

白砂崙萬福宮主祀五府千歲，分別為李、池、吳、朱、范五姓王爺:150。白砂崙當地信眾會稱呼為「王爺公」、「千歲爺」，其他地區則會稱呼為「白砂崙王爺」:150。
此外廟中還有供奉註生娘娘、福德正神、中軍府、大將爺、虎爺等神明:150。

### 五府千歲來歷
關於萬福宮主神五府千歲的由來，有南鯤鯓代天府王爺南巡說、南鯤鯓代天府分靈說、並非來自南鯤鯓說等等。

#### 南鯤鯓代天府王爺南巡說
此種說法又可細分成兩種。第一種是說白砂崙原本與頂茄萣、下茄萣共同奉祀媽祖，後來乾隆四十二年（1777年）頂、下茄萣因故分祀媽祖（頂茄萣賜福宮、下茄萣金鑾宮），因白砂崙未參與其事，導致無神可拜:152。後來乾隆四十六年（1781年）有林姓先民從福建泉州來臺，並攜帶聖母、四媽、中壇元帥等神尊，最後選擇在白砂崙住下:152。後來當地居民在現今萬福宮位置搭建草寮，供奉這些神尊:152。日後又有蘇姓先民、李姓先民分別攜帶老三王公、田府元帥來到白砂崙:152。而後據說南鯤鯓王爺奉旨南巡，王船來到白砂崙海灘上:152。因王爺奉旨駐境宣化，成為白砂崙境主，居民商討並請示先前供奉的元老神明後，決定將現今廟址之地讓給王爺建廟:153。
第二種則是某日漁民發現海灘有船擱淺，查看之後發現有五府千歲與中軍府六尊神明:153。漁民遂將神明請下船，搭建網寮供奉:153。日後茄萣媽祖婆起駕指示，王爺奉旨出巡到白砂崙，要受當地信眾供奉，日後白砂崙信眾不用再擔飯菜到茄萣賞兵:154。白砂崙居民遂集資於今址建廟:154。

#### 南鯤鯓代天府分靈說
該說法也可再細分為兩種。第一種是早期白砂崙一帶不平靜，居民聽說南鯤鯓代天府五府千歲神威顯赫，於是請往迎請五府千歲:154。之後因神明降旨，居民乃搭建草寮供奉:154。
第二種則是說頂、下茄萣分祀媽祖之後，白砂崙一度無神可拜，於是乃前往南鯤鯓代天府迎請五府千歲分靈:155。

#### 其他
一說萬福宮五府千歲，是來自福建所放的王船:155。又有一說，萬福宮五府千歲最早源自海邊漁民漁網寮內奉祀的一塊香火，因為相當靈驗且有神蹟而信眾日增:155。
另外還有說法是五府千歲並非同時來到白砂崙，最先來的是大王公（李），而後是五王（范）、三王（吳）、四王（朱）、二王（池）:155。此說還有衍伸出一神話，傳說二王到白砂崙時，五王懷疑是冒名者，與之鬥法:155。後來五王見二王有好本事，應該是真身，遂請大王確認之後才讓其入廟:155。

## 宗教活動
萬福宮主神五府千歲有各自的聖誕，廟方以李府千歲聖誕農曆四月廿六日為主要祭祀日。在這一天廟方會準備大量的豬腳麵線為神明祝壽，而後由信徒們分享求平安。此外也會延請多棚歌仔戲班:168。

## 祭祀圈與管理組織
關於白砂崙早期的祭祀圈，林美容〈高雄縣王爺廟分析：兼論王爺信仰的姓氏說〉（1999年）寫說萬福宮過去底下分成四角頭，分別是蘇姓角、陳姓角、中角、雜姓角。而蘇惠貞《茄萣地區的社會變遷與宗教活動之研究》（2010年）的說法，則是早期白砂崙分成四大角頭，分別是蘇姓角、陳姓角、中角、什姓角，各角頭有各自的角頭佛，而萬福宮的廟務由這四大角頭共同管理:121。
後來在日治時期，廟務由白砂崙四保保正共同管理，後改為各角頭自行推選董事共同管理廟務:163。而據說由於皇民化運動影響，白砂崙當地各角頭佛不能公開祭祀，只剩萬福宮五府千歲可以祭祀，於是改成以五位王爺分成五個角頭:121。另外一種說法，則是因為扛大轎的分配起了糾紛，遂依照五位王爺分成五個角頭，以利於廟務和工作分配:163。每年會有一個「爐主角」負責承辦該年祭祀活動，爐主角則由五個角頭輪流擔任:163、164。
二次大戰後，於民國64年（1975年）成立管理委員會，前兩屆的委員為五年一任，由各角頭自己推薦委員:165。從第三屆開始，委員改為三年一任，並改以村為單位分配名額:165。

## 交陪境與分靈廟宇
據說最早與萬福宮建立起交陪境關係的廟宇是喜樹萬皇宮，但後來因故斷止:166。而後有維持交陪境關係的廟宇，有中洲保生宮、灣裡萬年殿、三鯤鯓天宮壇、內門尪仔上天山南宮、新園下坑福善宮、大甲慈濟宮、太爺公館福安宮、草仔寮忠興宮、白砂崙大陳威武廟、頂茄萣賜福宮、下茄萣金鑾宮、中洲司馬安殿、白砂崙總天靈台府、白砂崙觀音殿等等:166。
萬福宮的分靈廟則有屏東市萬福宮和高雄市安南宮:167。

## 文物

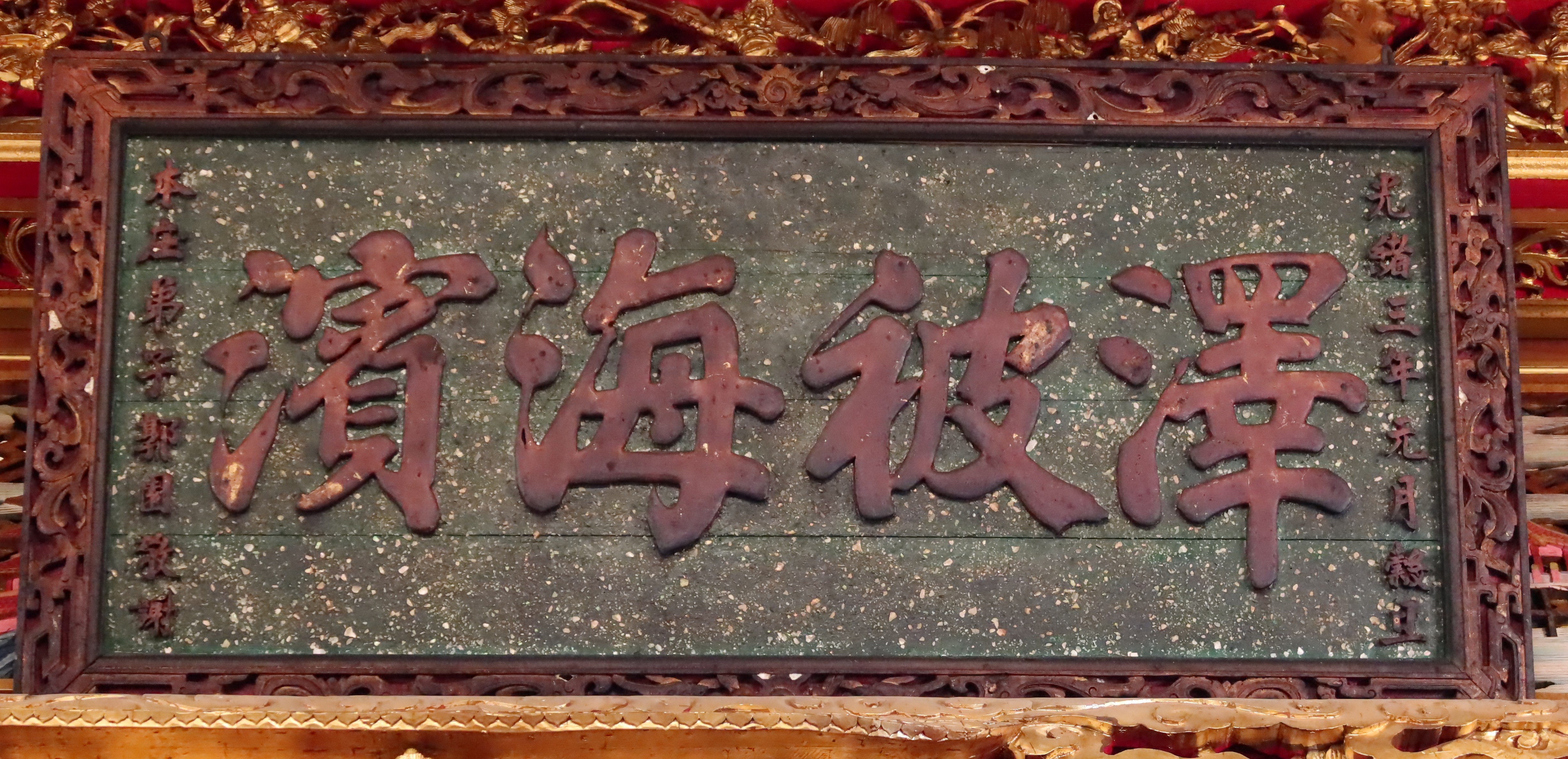
光緒三年（1877年）「澤被海濱」匾

萬福宮廟中文物除光緒三年（1877年）的「澤被海濱」匾外，還有記載歷次重修的「捐籤」4件。早期廟宇重建或重修後，會雕刻石碑、木牌，又或是書寫樑籤以記載此事。經濟富裕者用石碑，普通者用木牌，較差者用樑籤。樑籤頂端會製成葫蘆型，漆成朱色，中段、下端則會以毛筆書寫資訊，最後釘在樑木之下展示。因此種樑籤上寫捐緣者姓名與金額等資訊，故又可稱為「捐籤」。
據莊松林的說法，他在1944年10月時曾造訪萬福宮，當時除見到古匾外，還有一光緒年間的石碑嵌在牆上，但後來廟宇重建不知去向。後來他在1964年12月16日前往探訪在萬福宮繪製門神的蔡草如時，在蔡草如引導下進入當時正在重修的廟內巡視。雖然仍未找到石碑下落，但在左廂發現被充作油漆墊板的樑籤（捐籤），他將樑籤一一拖出清洗後，其字跡便顯明浮出。

## 其他
相傳萬福宮舊廟曾遭建廟師傅暗中動手腳，建築偏南，主神座位偏移不正，導致神明難興:157。但廟裡供奉的註生娘娘坐到正位，導致白砂崙多出男丁:158。

## 外部連結
- 白砂崙萬福宮Facebook粉絲專頁